# Gregori (veterinari)
Gregori (en llatí Gregorius, en grec antic Γρηγόριος) va ser un cirurgià i veterinari grec probablement del segle iv o V que va escriure algunes obres sobre veterinària conservades a la col·lecció de llibres d'aquest tema publicat en llatí per Ioannes Ruellius l'any 1530 i en grec per Simon Grynaeus el 1537.